# Tola (houtsoort)
Tola, of Tola branca (genormeerde Nederlandse naam), is een houtsoort afkomstig Gossweilerodendron balsamiferum (familie Leguminosae / Caesalpiniaceae). De boom komt voor in Midden- en West-Afrika.
Het is kruisdradig; het kernhout is rozeachtig geelbruin van kleur, het spinthout iets lichter. 
Het wordt gebruikt voor draaiwerk, meubels en buitenschrijnwerk. 
Gomvorming kan bewerken bemoeilijken. Het bewerken maakt tevens irriterend stof vrij waardoor een afzuiging extra aan te raden is. 